# Wang Chongyang
Wang Chongyang (11 januari 1113 – 22 januari 1170) was een Chinese daoshi en oprichter van de daoïstische stroming Quanzhendao. Hij leefde tijdens de Song-dynastie en de Jin-dynastie. Toen hij 48 was, ontmoette hij de twee onsterfelijken Lü Dongbin en Zhongli Quan. Deze twee gaven hem les in diverse aspecten van het daoïsme. Meneer Wang bracht zeven discipelen voort, deze zijn:
1. Ma Yu (馬鈺), oprichter van Yuxianpai
2. Tan Chuduan (譚處端), oprichter van Nanwupai
3. Liu Chuxuan (劉處玄), oprichter van Suishanpai
4. Qiu Chuji (丘處機), oprichter van Longmenpai
5. Wang Chuyi (王處一), oprichter van lineagepai
6. Hao Datong (郝大通), oprichter van Huashanpai
7. Sun Bu'er (孙不二), oprichter van Qingjingpai

Zijn discipelen stichtten ieder een eigen stroming van Quanzhendao.